# 妙伝寺 (鎌倉市)

寺紋：水戸徳川家三つ葉葵紋

妙傳寺（みょうでんじ）は、神奈川県鎌倉市扇ガ谷（おうぎがやつ）にある日蓮宗の寺院。山号は正信山もしくは多宝谷山。旧本山は三松蓮永寺。親師法縁に属する。境内地は弘長2年（1262年）忍性菩薩が開山した泉ヶ谷扇谷山多宝寺の旧跡といわれる。

## 歴史
承応元年（1652年）に初代水戸藩主・徳川頼房が貞松山蓮永寺14世・豁林院日禅を開山に迎え、水戸徳川家の祈願所として現在の東京都文京区白山に創建した。昭和20年（1945年）東京大空襲で伽藍を焼失し、昭和49年（1974年）現在地へ移転した。境内には多宝寺跡やぐら群の1つがあり、中には延命地蔵大菩薩・稲荷大明神・第六天魔王等が祀られている。また、秋には銀杏や紅葉が楽しめる。

## 交通
- JR東日本横須賀線・江ノ島電鉄江ノ島電鉄線 鎌倉駅から徒歩15分
- 横浜横須賀道路朝比奈ICから車で20分

## 近隣施設
- 泉ノ井（鎌倉十井の一）　徒歩1分
- 浄光明寺　徒歩2分
- 英勝寺　徒歩6分
- 寿福寺（鎌倉五山の一）　徒歩12分
- 鶴岡八幡宮　徒歩15分

## 参考資料
- 日蓮宗寺院大鑑編集委員会『宗祖第七百遠忌記念出版 日蓮宗寺院大鑑』大本山池上本門寺 (1981年)

座標: 北緯35度19分38.1秒 東経139度33分8.5秒 / 北緯35.327250度 東経139.552361度